# Place Lili-et-Nadia-Boulanger
La place Lili-et-Nadia-Boulanger est une place située dans le quartier Saint-Georges du 9e arrondissement de Paris en France.

## Situation et accès
Cette place est située au croisement des rues Ballu et de Vintimille.

## Origine du nom

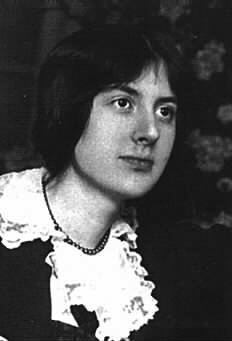
Lili Boulanger.
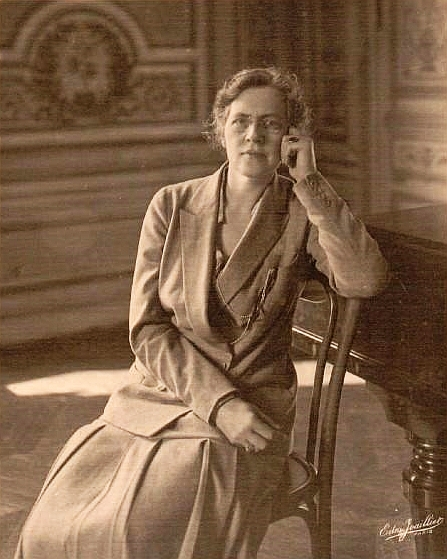
Nadia Boulanger.

Cette place tient son nom de la compositrice Marie Juliette Boulanger, dite Lili Boulanger (1893-1918) et de sa sœur, la pédagogue et compositrice Nadia Boulanger (1887-1979), qui vécurent au no 36 de la rue Ballu, devenu no 3 de la place Lili-et-Nadia-Boulanger. L'appartement a été légué à l'Institut de France.

## Historique
La place est créée sur l'emprise des rues Ballu et de Vintimille ; elle prend la dénomination place Lili-Boulanger par un arrêté le 5 mai 1970. En novembre 2021, la place devient la place Lili-et-Nadia-Boulanger.

## Bâtiments remarquables et lieux de mémoire
- No 3 : en 1904, les deux sœurs musiciennes Lili Boulanger (1893-1918) et Nadia Boulanger (1887-1979) s’installent dans un grand appartement situé au 4e étage de cet immeuble, dont l’adresse est alors 36, rue Ballu[3],[4].